# 樂蒂
樂蒂（1937年7月24日—1968年12月27日），本名奚重儀，原籍上海浦東，香港國語片演員，有「古典美人」之譽。1963年樂蒂以《梁山伯與祝英台》中祝英台一角榮獲台灣「第2屆金馬獎最佳女主角獎」，演藝事業達到巔峰。

## 生平
樂蒂于1937年7月24日（農曆丁丑年六月十七日）出生於上海四馬路迎春坊，因排行第六，故小名“六弟”，是家中的老幺，上有大姊及三名兄長，其三哥雷震（原名奚重儉）為香港电懋公司著名國語片演員，而五姊因病早夭。樂蒂父親是上海建築業老字號「奚福記營造廠」第三代傳人奚兆年，在她出生前六日（1937年7月18日）時值七七事变及八一三事变兩事變之間，在南京路大三元酒家門前被炸身亡，因此乐蒂是遗腹女。奚兆年在樂蒂出生前原以為是一名男孩，預先取名「重義」，樂蒂出生後將「重義」改成女性化的「重儀」。
樂蒂兄妹隨母親顧毓秀返回外祖家中，至6歲時遷往外祖父青幫頭子“江北大亨”顧竹軒經營的“天蟾舞台”居住。“天蟾舞台”，是上海四大舞台之首，京劇名伶如「四大名旦」梅蘭芳、程硯秋等常在此演出，當時更有「不到天蟾不成名」的說法。樂蒂從小接觸表演藝術，常模仿戲台上花旦的神態動作。11歲那年，1948年樂蒂母親因心臟病去世，此後一直由外祖母撫養成人。樂蒂初時入讀「上海青年小學」，其後升讀「清心女子中學」。
1949年，樂蒂兄妹隨外祖父母來到香港，初時因言語不通無法入學，因而禮聘滬籍家庭教師為小孩上課，而外祖父更因不習慣，僅半年後便返回上海，其後樂蒂進入「伊維英文學校」就讀。其時一家人居於尖沙咀赫德道，與「長城電影製片公司」總經理袁仰安為鄰。1952年中學畢業的樂蒂考入「長城」，簽約五年，因太年輕，由二哥奚重勤代為簽署，月薪200港元，袁仰安取她的小名「六弟」諧音成為藝名「樂蒂」。「長城」指派李次玉作為她的導師，首六個月為實習期，同期新人還有李嬙、張冰茜等，但僅兩個月樂蒂已接拍首部作品《絕代佳人》，與夏夢合演。1957年首次擔正在《捉鬼記》任女主角。惟星運平平，於1957年外借到同系的「鳳凰」拍攝《風塵尤物》。
1958年，樂蒂約滿轉投「邵氏」，獲導演李翰祥賞識，兩人合作首部作品為《妙手回春》，憑其中一段「黛玉葬花」的戲中戲，贏得「古典美人」的稱號。1960年樂蒂與李翰祥的第三部作品《兒女英雄傳》同時成為香港及台灣的「年度十大賣座電影」；其後她主演的《倩女幽魂》獲選參加法國坎城影展，轟動一時。此片乃第一部參加國際影展的中國彩色電影。在坎城影展中放映時艷驚四座，被譽為「最美麗的中國女明星」，奠定一線女星的地位。同年上映的《畸人艷婦》，再為她帶來了「悲劇聖手」的雅號。1961年帶大樂蒂的外祖母不幸因病身故，而同年上映的《夏日的玫瑰》初次與陳厚合作。
1962年1月31日樂蒂與陳厚結婚，邵氏旗下兩大紅星的婚禮轟動一時；同年樂蒂為邵氏演出《紅樓夢》林黛玉一角，雖然該片成績平平，但樂蒂的演技、氣質與美貌，被譽為「黛玉再世，顰卿重生」，成為港台影迷心目中永遠的黛玉。在拍攝《紅樓夢》期間已懷孕的樂蒂，於9月3日誕下女兒，取名陳如德，小名「明明」。
1962年樂蒂坐月子時已經接下由胡金銓首次執導的《玉堂春》，但拍攝中途，由於「電懋」宣佈開拍《梁山伯與祝英台》，由李麗華與尤敏主演，嚴俊執導，邵氏急忙安排李翰祥趕拍黃梅調電影《梁山伯與祝英台》打對台，由樂蒂演祝英台，凌波演梁山伯，只用了短短兩個月便拍完。在香港上映票房不俗，在台灣更激起熱潮，在台北於1963年4月24日首映，上映長達62日直到暑假檔期，票房收入2,000多萬台幣，盡破紀錄，可稱空前；而她亦憑這部電影榮膺「第2屆金馬獎最佳女主角」。此片亦於多個影展屢奪殊榮，於「金馬影展」更連奪最佳女主角、最佳劇情片、最佳導演、最佳音樂、最佳剪接、最佳演員特別獎。此片被視為是黃梅調電影的經典作品，五十年來重映次數無法估計。
1964年2月1日，樂蒂與邵氏合約期滿，轉投「電懋」（後改稱「國泰」），6月電懋董事長陸運濤及拉攏樂蒂過檔的主任王植波遇空難去世，電懋如江河日下，樂蒂在電懋共拍9部作品。
1967年3月16日樂蒂因不滿陳厚不忠，單方面申請離婚，其後更捉姦在床，於6月27日正式離婚，只收取象徵式1元的贍養費，女兒撫養權歸樂蒂；4月，樂蒂與兄長雷震及袁秋楓夫婦等人在國泰支持下合組「金鷹電影公司」，拍了《風塵客》及《太極門》兩部武俠電影。
1968年，4月「金鷹」宣佈樂蒂不再擔任合夥人，樂蒂亦宣佈不再拍武俠片。5月2日至9日訪問臺灣，並計畫定居在該地，但因生病而縮短許多行程。12月27日上午，至金鷹公司與三哥雷震相約會面並用晚餐。下午17時於九龍界限街住所傭人喚午睡的樂蒂起床時發現她昏迷不醒，送至伊利沙伯醫院仍回天乏術，享年31歲。同年12月30日於九龍殯儀館出殯，下葬於長沙灣天主教墳場。
醫院做胃液檢驗並無過量的安眠藥，警察在調查後提出，樂蒂並非死於自殺，而是日常採取協助睡眠的安眠藥替代而引起心臟休克而身亡。因樂蒂自小有睡眠問題，又因長年拍戲的壓力須靠安眠藥入睡。

## 电影
| 年份 | 片名           | 角色           | 出品公司 | 备注                                                                                                 |
| ---- | -------------- | -------------- | -------- | --- |
| 1953 | 绝代佳人       | 侯可肩         | 長城     | 处女作，长城影业时期                                                                                 |
| 1954 | 都会交响曲     | 阿珍           | 長城     | |
| 1955 | 大儿女经       | 阿香           | 長城     | |
| 1955 | 钻花窃贼       | 阿芳           | 長城     | |
| 1955 | 不要离开我     | (客串)         | 長城     | |
| 1956 | 女子公寓       | 柳惜花         | 長城     | |
| 1956 | 日出           | 小东西         | 長城     | |
| 1956 | 三恋           | 李露茜         | 長城     | |
| 1956 | 玫瑰岩         | (客串)         | 長城     | |
| 1956 | 新寡           | 沈文娟         | 長城     | |
| 1957 | 鸾凤和鸣       | 陶黛丽         | 長城     | |
| 1957 | 捉鬼记         | 李梅英、沈太太 | 長城     | 首部担正女主角的电影                                                                                 |
| 1957 | 风尘尤物       | 宋引章         | 鳳凰     | |
| 1958 | 妙手回春       | 朱舜华         | 邵氏     | 邵氏兄弟时期，在片中戏中戏扮演了林黛玉、卡门、牧女、女阿飞四个角色，因林黛玉一角获得“古典美人”的美誉 |
| 1959 | 杀人的情书     | 李小英         | 邵氏     | 又名卡尔登情杀案                                                                                     |
| 1959 | 王老五之恋     | 刘美娟         | 長城     | 长城影业出品                                                                                         |
| 1959 | 儿女英雄传     | 十三妹、张金凤 | 邵氏     | |
| 1960 | 畸人艳妇       | 冷树贤         | 邵氏     | |
| 1960 | 蕉风椰雨       | 冯淑英         | 邵氏     | |
| 1960 | 后门           | 情妇           | 邵氏     | |
| 1960 | 街童           | (客串)         | 邵氏     | |
| 1960 | 鱼水重欢       | 蔡少兰         | 邵氏     | |
| 1960 | 倩女幽魂       | 聂小倩         | 邵氏     | 参加法国戛纳影展，第一部参加国际影展的香港彩色电影                                                   |
| 1960 | 一树桃花千朵红 | 沈宝珍         | 邵氏     | |
| 1961 | 夏日的玫瑰     | 叶凤珠         | 邵氏     | 又名租妻记，乐蒂与丈夫陈厚的定情作                                                                   |
| 1961 | 手槍           | 女主角         | 邵氏     | |
| 1962 | 花田错         | 春兰           | 邵氏     | |
| 1962 | 红楼梦         | 林黛玉         | 邵氏     | |
| 1962 | 夜半歌声       | 李晓霞         | 邵氏     | |
| 1963 | 夜半歌声(续集) | 李晓霞         | 邵氏     | |
| 1963 | 原野奇侠传     | 阮兰           | 邵氏     | |
| 1963 | 梁山伯與祝英台 | 祝英台         | 邵氏     | 第2届金马奖最佳女主角，颁奖人士沈剑虹，奖励新台币四万元                                              |
| 1963 | 福星高照       | 方玲           | 邵氏     | |
| 1964 | 萬花迎春       | 梅倩如         | 邵氏     | |
| 1964 | 玉堂春         | 苏三           | 邵氏     | |
| 1965 | 金玉奴         | 金玉奴         | 電懋     | 电懋(后改组为国泰)时期                                                                               |
| 1965 | 大地儿女       | 孤女荷花       | 邵氏     | 邵氏兄弟出品                                                                                         |
| 1965 | 最长的一夜     | 阿翠           | 電懋     | 日本东宝株式会社合作片                                                                               |
| 1966 | 锁麟囊         | 薛湘灵         | 明星     | |
| 1966 | 嫦娥奔月       | 嫦娥           | 國泰     | |
| 1966 | 乱世儿女       | 马秀芸         | 國泰     | |
| 1967 | 扇中人         | 姚阿绣、仙子   | 國泰     | |
| 1968 | 太太万岁       | 王瑞娟         | 國泰     | |
| 1968 | 决斗恶虎岭     | 段燕燕         | 國泰     | |
| 1968 | 风尘客         | 慕容雪         | 金鷹     | 金鷹電影製片企業公司                                                                                 |
| 1968 | 太极门         | 沈玉苹         | 金鷹     | |
| 1968 | 红梅阁         | 李慧娘         | 國泰     | 遗作                                                                                                 |

## 獎項

### 金馬獎
| 年份   | 獲提名         | 獎項                   | 結果 |
| ------ | -------------- | ---------------------- | ---- |
| 1963年 | 梁山伯與祝英台 | 第2屆金馬獎 最佳女主角 | 獲獎 |

## 註腳
1. ↑  . www.facebook.com. 2018-12-27  [2018-12-29]. （原始内容存档于2019-07-10）. 圖中墓的主人為有「古典美人」之稱的演員及第2位金馬獎影后樂蒂
2. ↑  . www.facebook.com. 維城觸蹟. 2018-12-27  [2018-12-29].

## 外部連結
- 樂蒂在互联网电影资料库（IMDb）上的資料（英文）
- 樂蒂在香港影庫上的簡介
- 樂蒂在豆瓣上的资料（简体中文）
- 樂蒂在时光网上的簡介（简体中文）
- 樂蒂紀念網 （页面存档备份，存于）
- 樂儀忘憂